# Algis Jankauskas
Algis Jankauskas (ur. 27 września 1982 w Wilnie) – litewski piłkarz występujący na pozycji środkowego obrońcy. Obecnie gracz Žalgirisu Wilno.

## Kariera klubowa
Karierę rozpoczął w Žalgirisie Wilno, w którym grał do 2004 roku. Następnie przeniósł się do rosyjskiego Amkaru Perm, dla którego zanotował 8 ligowych meczów. W 2006 roku przeszedł do Vetry Wilno, w której niemal od razu stał się podstawowym zawodnikiem. W styczniu 2009 roku wyjechał na testy do Lechii Gdańsk, jednak nie udało mu się dłużej pobyć w Gdańsku i powrócił do Vetry.

## Kariera reprezentacyjna
Jankauskas ma na swoim koncie jeden występ w reprezentacji Litwy, w której zadebiutował w 2008 roku.